# Carvalhal Benfeito
Carvalhal Benfeito es una freguesia portuguesa del municipio de Caldas da Rainha, con 14,08 km² de superficie. Su densidad de población es de 95,1 hab/km².